# Nancy Harkness Love
Nancy Harkness Love, nata Hannah Lincoln Harkness (Houghton, 14 febbraio 1914 – Martha's Vineyard, 22 ottobre 1976), è stata un'aviatrice statunitense.
Pioniera dell'aviazione militare femminile, assieme a Jacqueline "Jackie" Cochran fu la fondatrice delle WASP.

## Biografia

### Primi anni
Hannah "Nancy" Harkness era figlia di Robert Bruce Harkness, un ricco medico, e di Alice Chadbourne. Nel 1927 partì per un viaggio-studio della durata di un anno in Francia. Il 21 maggio era all'Aeroporto di Parigi-Le Bourget, assieme a migliaia di persone, per assistere all'arrivo di Charles Lindbergh, che con lo Spirit of St. Louis aveva appena compiuto la prima traversata dell'Oceano Atlantico in solitaria. Tale esperienza, come ebbe modo di dire la stessa Harkness, non fu determinante per la nascita della sua passione per il volo.
L'episodio rilevante in tal senso accadde nel 1930, quando a soli 16 anni effettuò il suo primo volo. Nonostante l'iniziale opposizione della madre, ottenne il permesso di prendere lezioni di volo. Fu la prima allieva di un pilota diciottenne, Jimmy Hanson, con il quale la Harkness effettuò 13 ore di volo. Dopo ulteriori 10 ore di volo in solitaria, il 30 novembre 1930 la Harkness ottenne il brevetto da pilota. La stessa Harkness riconobbe in seguito di non essere stata preparata a sufficienza, trovandosi più volte in difficoltà. Frequentò la Milton Academy in Massachusetts e nel 1931 entrò nel Vassar College di New York. Mentre frequentava il college, guadagnò soldi extra portando in volo altri studenti, sia per trasportarli in altre città sia per semplici voli di piacere, su un aereo che prendeva in affitto in un vicino aeroporto.

### Anteguerra

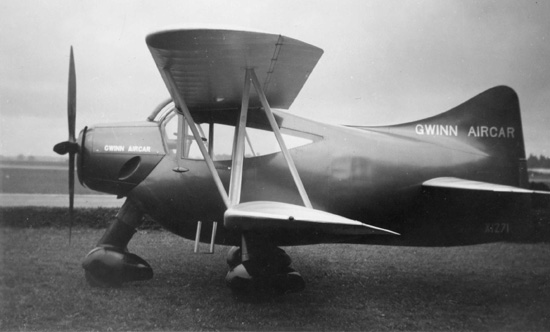
Uno dei due esemplari di Gwinn Aircar, al cui sviluppo la Love lavorò nel biennio 1937-1938

Nel 1934 dichiarò al The Miscellany News che il suo sogno, terminato il college, era quello di lavorare nel settore della vendita di aerei, mostrando i velivoli a potenziali clienti. Questo fu quello che accadde in tempi brevi. Il crollo del mercato azionario, avvenuto nei primi mesi di quell'anno, indebolì le finanze della sua famiglia e la costrinse a lasciare la Vassar. Trovò così lavoro presso la Inter City Aviation di Boston, società di Robert Maclure Love, ufficiale della riserva dell'United States Army Air Corps, che si occupava proprio della vendita di aerei. Tra i suoi clienti figurò anche Joseph P. Kennedy, che stando ad un osservatore del tempo era più interessato a trovare una moglie per figlio, il futuro presidente degli Stati Uniti John Fitzgerald Kennedy, che all'acquisto di un aereo. La Harkness e Love annunciarono il loro fidanzamento l'anno successivo.
Rivelatasi altamente efficiente nel suo lavoro, nel 1935 fu una delle tre donne assunte dal neonato Bureau of Air Commerce (BAC), antenato del Federal Aviation Administration. Per conto del BAC servì come pilota collaudatrice per il nuovo carrello triciclo, che in seguito divenne lo standard sulla maggior parte degli aerei. In un altro progetto, contribuì a segnare sulle torri d'acqua i nomi delle città nel cui territorio erano situate, come aiuto per la navigazione a vista. In particolare, nel solo Massachusetts la Love segnò 290 torri.
Nel 1936 sposò Robert Love, prendendone il cognome. Mentre era in luna di miele sulla West Coast, scoprì che la Beechcraft l'aveva iscritta all'Amelia Earhart Trophy Race, parte delle National Air Races, che quell'anno si disputavano a Los Angeles. Nonostante la Love non avesse alcuna esperienza nelle competizioni a piloni, concluse la gara al quinto posto, vincendo un premio di 75 dollari. Nel biennio 1937-1938 lavorò come pilota collaudatrice per la Gwinn Aircar Company. Assieme a Frank Hawks, si occupava dei test del nuovo Gwinn Aircar. Il progetto fu cancellato a seguito dell'incidente, avvenuto il 23 agosto 1938, in cui Hawks ed il passeggero che era a bordo con lui persero la vita.

### Seconda guerra mondiale

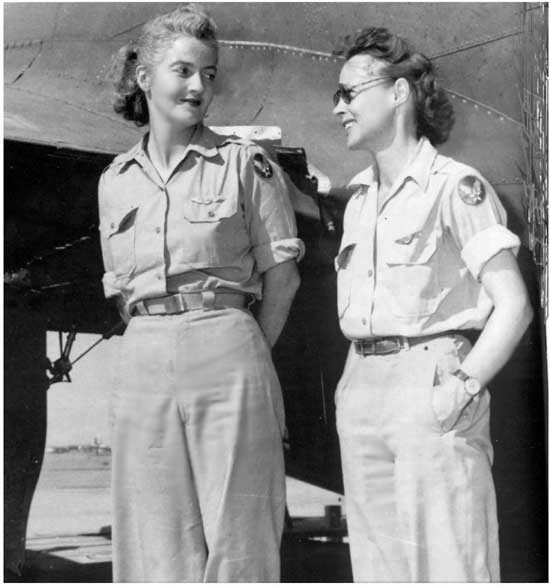
Nancy Love (a sinistra) assieme a Betty Gillies, prima a superare il corso da WAFS. Furono le prime donne a pilotare un B-17 Flying Fortress, rispettivamente come pilota e copilota

Nel 1939, allo scoppio della guerra in Europa, la Love pensò subito di formare unità di donne pilota per aiutare lo sforzo bellico. L'intenzione non era far partecipare le donne ad azioni militari, quanto che donne pilota adeguatamente addestrate potevano pilotare gli aerei dalle fabbriche alle basi militari, liberando aviatori uomini per i compiti più urgenti. Il tenente colonnello Robert Olds supportò la proposta della Love, che fu però rigettata dal suo superiore, il generale Henry H. Arnold, nel 1940.
Passarono due anni, e i Love tornarono a vivere a Washington, dove Robert lavorava come vice comandante del Air Transport Command (ATC). Nel frattempo Nancy faceva la pendolare, volando quotidianamente fino a Baltimora, dove lavorava. Durante una chiacchierata Robert Love accennò al suo capo, il colonnello William Tunner, dell'impressionante attività di pendolare della moglie Nancy. Tunner, i cui compiti includevano l'assunzione di piloti per il trasporto d'aerei ovunque l'Army Air Force ne avesse avuto bisogno, fino a quel momento non aveva considerato l'idea di impiegare donne in tale ruolo, ma iniziò presto a discutere con Nancy Love la formazione di una divisione di piloti da trasporto tutta al femminile.
Infine nel settembre del 1942, dopo anni di esitazioni, il generale Arnold approvò la proposta di fare un nuovo gruppo di donne pilota, che assunse il nome di Women’s Auxiliary Ferrying Squadron (WAFS). Come comandante di questo, l'allora Segretario alla Guerra Henry L. Stimson nominò la stessa Nancy Love. A pochi giorni di distanza, però, l'Army Air Force approvò un altro gruppo di donne pilota, con le medesime mansioni del WAFS. Si trattava del Women’s Flying Training Detachment (WFTD), voluto e comandato dalla celebre aviatrice Jacqueline "Jackie" Cochran. 

I due programmi continuarono ad operare in un clima di reciproca rivalità fino all'estate del 1943, quando la Cochran iniziò a spingere, facendo leva sulla sua maggiore popolarità e peso politica, per avere un'unica entità di riferimento. A questo si aggiunse Ods, che criticava i diversi standard adottati da WAFS e WFTD e espresse la necessità di un più stretto controllo dell'Air Transport Auxiliary (ATA) sui piloti. Nel giugno del 1943, Nancy Love comandava quattro differenti squadroni di WAFS, di stanza a Love Field, Texas, New Castle, Delaware, Romulus, Michigan e Long Beach, California. 

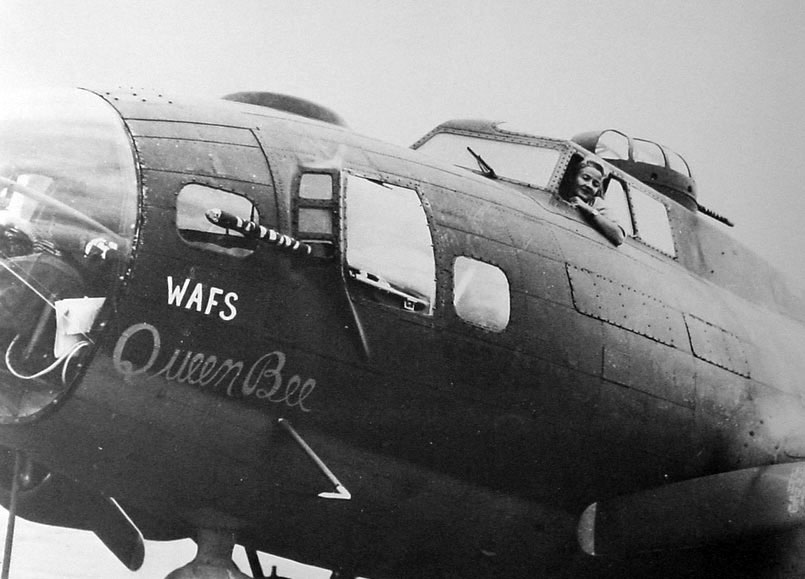
Nancy Love ai comandi del B-17 Queen Bee (Ape regina). Sul muso si può notare la scritta "WAFS"

Il 5 agosto WAFS e WFTD si fusero nel Women Airforce Service Pilots (WASP), a cui fu messa a capo la Cochran. La Love continuò ad operare nelle WASP sia a livello di comando che come pilota. Fu la prima donna pilota ad ottenere l'abilitazione a volare col P-51 Mustang, col C-54 Skymaster, col B-25 Mitchell e, assieme a Betty Gillies, col B-17 Flying Fortress. Complessivamente fu abilitata a volare con 16 aerei militari, tra cui il C-47 Skytrain e l'A-36 Apache.
In generale, l'opinione pubblica non vedeva di buon occhio l'impiego di donne pilota. In particolare, c'era molta preoccupazione nelle alte sfere dell'esercito sulle reazioni all'eventuale abbattimento di un pilota donna, tanto che fu annullata all'ultimo una missione della stessa Love, che era stata incaricata di portare in Gran Bretagna un B-17 Flying Fortress, perché ritenuta troppo pericolosa. Quando arrivò il telegramma, la Love era già sulla pista di decollo coi motori accesi.
La Cochran e Arnold portarono avanti una lotta per la militarizzazione delle WASP, che trovò forte opposizione e terminò il 20 dicembre 1944 con lo scioglimento delle WASP. In seguito, grazie al suo amico Cyrus Rowlett Smith, vice direttore dell'ATC, la Love ebbe modo di diventare la prima donna a pilotare un aereo militare all'estero, sebbene in maniera non ufficiale. L'8 giugno 1945 la Love pilotò un C-54 Skymaster da Calcutta a Kunming, in Cina, effettuando una missione di ricognizione di circa 5 ore. Fu la sua ultima missione.

### Dopoguerra
Al termine della guerra, si trasferì col marito sull'isola di Martha's Vineyard, nel Massachusetts, dove divenne moglie e madre a tempo pieno, dando alla luce tre figlie. Continuò a volare sia per raggiungere la terraferma sia a scopo ricreativo. Lei e il marito ricevettero entrambi un Air Medal per il servizio reso. Inoltre la Love ottenne il grado di tenente colonnello.
Nonostante ciò, a seguito del trattamento subito dall'esercito, la Love iniziò ad accusare un sentimento di malinconia alla sola vista di un aereo, finendo per soffrire di attacchi di depressione per il resto della vita. Morì di cancro nel 1976, all'età di 62 anni. L'anno successivo le WASP ottennero lo status di veterano.
Nel 2005 è stata inserita nella National Aviation Hall of Fame.